# Агилар, Грейс
Грейс Агилар (англ. Grace Aguilar; 2 июня 1816, Хакни — 16 сентября 1847, Франкфурт-на-Майне) — английская писательница, автор сентиментальных романов.

## Биография
Грейс (Мириам) Агилар родилась 2 июня 1816 года в Хакни (ныне часть города Лондона) в семье купца-еврея, предки которого бежали из Испании в Англию от религиозных преследований; при рождении получила имя Мириам. Получила домашнее образование. Её мать имела строгие религиозные взгляды и заставляла дочь ежедневно читать Священное Писание.
Грейс Агилар с детства и до конца своей короткой жизни отличалась чрезвычайно слабым здоровьем. Ее врачевали оптимизм и вера в Бога. Согласно легенде, незадолго до кончины она произнесла: “Пусть Он убивает меня, но я буду верить в Него”.
Первым литературным опытом Грейс можно читать дневники, которые она начала вести с семи лет (привычка сохранилась до конца жизни писательницы). В двенадцать она написала драму «Gustavus Vas». Первой публикацией её литературных трудов стал вышедший анонимно в 1835 году сборник стихов «The magic wreath». Вслед за тем появились два рассказа, отчасти взаимно связанные, на тему домашнего воспитания и материнской любви, «Home influence» (24 изд., Лондон, 1869) и «The mother’s recompense» (21 изд., Лондон, 1869), нашедшие огромное распространение во всех учебных заведениях и лучших английских семействах. Хотя она всегда и повсюду следовала правилам христианской морали, но в то же время оставалась постоянно верной религии своих отцов, что ясно видно из её «Women of Israel» (2 т., Лондон, 1845; 6-е изд. 1870); «The Jewish faith» (Лондон, 1847); «The martyrs, or the vale of cedars» и «Woman’s friendship» (11 изд. Лондон, 1870, нем. пер. Лейпц., 1867).
Общее издание её произведений (8 т.) появилось в 1861 г. в Лондоне; но большая часть их помещена также в «Tauchnitz Collection of British authors».